# Nadmir
Nadmir – staropolskie imię męskie, złożone z członów Nad- („nad” lub człon pochodzący od innych wyrazów) i -mir („pokój, spokój, dobro”). Być może oznaczało „tego, kto przynosi prawdziwy pokój”.
W XXI wieku w Polsce imię rzadkie. W styczniu 2025 r. w rejestrze PESEL, wśród publicznie dostępnych danych dotyczących osób żyjących, wykazano 2 mężczyzn o imieniu Nadmir nadanym jako imię drugie.
Nadmir imieniny obchodzi 7 marca.